# Étienne de Berlier-Tourtour
Pour les articles homonymes, voir Berlier (homonymie) et Tourtour.
François-Félix-Étienne de Berlier-Tourtour, né en 1743 à Draguignan et mort en 1827, est un militaire et homme politique français.

## Biographie
Membre de la famille Berlier de Vauplane, Étienne de Berlier est le fils d'Étienne Augustin de Berlier, co-seigneur de Tourtour, conseiller du roi à la sénéchaussée de Draguignan, et d'Emmanuelle Honorée Renom, dame de La Baume. Il a comme frère François-Augustin de Berlier-Tourtour de La Rémolle et Melchior de Berlier-Tourtour.
Il mène parallèlement en 1761 et 1762 des études de droit à Grenoble et à l’école d’artillerie de La Fère. Il décide d’abandonner la charge de conseiller du roi à Draguignan de son père qu’il estime trop onéreuse. À la sortie de l'école d'artillerie de La Fère, le duc de Choiseul lui écrit : « on ne peut être plus satisfait que je ne le suis, monsieur, de l'examen que vous venez de subir, vous avez été reconnu pour l'un des plus forts et des mieux instruits de l'école (...) ».  
Il est capitaine en 1772 dans le régiment de Metz, puis dans le 1er régiment de Toul, où il côtoie Pierre Choderlos de Laclos et Pichegru.  Il est fait chevalier de Saint-Louis en 1790, et se retire du service en 1791 comme lieutenant-colonel, « car ce n’était pas servir le roi que de consentir à faire des serments si contraires à ceux que j’avais faits lors de ma réception de chevalier de Saint-Louis ». 
Il reprend du service à la demande de Biron, duc de Lauzun, commandant de l'armée d'Italie et qui l'avait croisé à Granville. Celui-ci lui demande de le rejoindre et lui octroie le brevet d'adjudant général. Il quitte l'armée peu de temps après pour s'occuper de ses biens qui allaient être vendus à la suite du décès de sa mère du fait que son frère était émigré. Apprenant l'arrestation de Biron, il quitte définitivement le service.  
Deux fois maire de Draguignan (an III et 1813), conseiller général du Var (1800 – 1807), président du conseil général du Var (1806), vice-président de la société départementale d’agriculture (1804 – 1818), administrateur d’hospices et de collèges, il fait partie des Ultras du Var, notamment avec le beau-père de son fils, Jean-Antoine de Paul de Châteaudouble, député du Var de 1815 à 1831, membres de la société secrète des Chevaliers de la Foi. 
En 1814, il remet en liberté les cardinaux romains détenus par Napoléon à Draguignan. 
En juillet 1815, il est député de Draguignan auprès du comte de Boisgelin, représentant de Louis XVIII dans le Var.

### Sources
- Services des archives de la Défense : "Étienne de Berlier-Tourtour" : GR 2 Y 2 284
- Joseph Salvarelli, Les administrateurs du département du Var, 1790 - 1897, Draguignan, imp. Olivier Joulian, 1897, p. 60 et 65
- Gustave Chaix d’Est-Ange, Dictionnaire des familles françaises anciennes ou notables à la fin du XIXe siècle, t. IV, Évreux, Charles Hérissey impr., 1905, "de Berlier-Tourtour"
- Maurice Arreckx, Un combat pour le Var, l'histoire du conseil général (1790 - 1990), Edisud, 1990, 315 pp, p. 41 et 46.
- Frédéric d’Agay, Grands notables du Premier Empire, Var, CNRS, 1987, "de Berlier-Tourtour", p. 57 à 60.
- Nicole Cabau et André Cabau, Tourtour, chronique d’un village du Haut-Var, éd. Serres, 1989, p. 97 et suiv. : "de Berlier-Tourtour"
- Frédéric Mireur, Les rues de Draguignan et leurs maisons historiques, t.VII, Le Livre d’histoire, Paris, 2005, p. 40 et suiv.
- Xavier de Montclos, L’ancienne bourgeoisie en France, Picard, Paris, 2e éd., 2013, "Berlier - de Berlier-Tourtour - Berlier de Vauplane".
- Hubert de Vauplane, Famille Berlier, une histoire provençale, éd. Jourdan, préface Frédéric d'Agay, 402 pp, p. 293 à 297,  (ISBN 2874667218).